# المحارة (العدين)

تعديل مصدري - تعديل

المحارة محلة تابعة لقرية الخصيفا، التابعة لعزلة قصل بمديرية العدين إحدى مديريات محافظة إب في الجمهورية اليمنية.، بلغ تعداد سكانها 22 حسب تعداد اليمن لعام 2004.